# Escola Secundária Rainha Dona Leonor
A Escola Secundária Rainha Dona Leonor, conhecida também por Liceu Rainha Dona Leonor é uma escola que está localizada no bairro de Alvalade, em Lisboa, sede do Agrupamento de Escolas com o mesmo nome, criado em 2013.
Atualmente sob a direção da professora Hermínia Silva, o agrupamento escolar inclui ainda as EB Eugénio dos Santos, EB Coruchéus, EB São Miguel, EB Rainha Dona Estefânia - Hospital e EB Santo António.

## História
O Liceu Rainha D. Leonor foi criado em 1947, com frequência exclusivamente feminina. Situava-se, na altura, na Rua da Junqueira, no antigo Palácio da Ribeira, local onde, mais tarde, passou a funcionar a Escola Secundária Rainha D. Amélia.
Com a construção do atual edifício, a escola instalou-se em 1961 no bairro de Alvalade, freguesia de São João de Brito. O projeto da obra esteve a cargo do arquiteto Augusto Brandão. Em 2011, a empresa Atelier dos Remédios projetou e realizou obras de remodelação e melhoria nas instalações no âmbito do programa Parque Escolar. A obra recebeu o Prémio Valmor e Municipal de Arquitetura em 2011.

## Patrona
A escola homenageia Leonor de Viseu, mais conhecida como Rainha Dona Leonor de Lencastre, nascida em Beja em 2 de fevereiro de 1458. Foi uma Infanta de Portugal, esposa do rei João II e Rainha Consorte de Portugal e Algarves de 1481 até 1495. Morreu em Lisboa em 17 de novembro de 1525.